# Монтгомъри (окръг, Ню Йорк)
Вижте пояснителната страница за други населени места с името Монтгомъри.
Окръг Монтгомъри (на английски: Montgomery County) е окръг в щата Ню Йорк, Съединени американски щати. Площта му е 1062 km², а населението - 49 258 души (2017). Административен център е град Фонда.